# Білостоцький Ростислав Сергійович
Ростислав Сергійович Білостоцький — український боксер найлегшої ваги, дворазовий бронзовий призер європейських молодіжних першостей з боксу, п'ятиразовий призер першостей України з боксу, переможець і призер міжнарожних боксерських змагань.

## Життєпис
Вихованець маріупольської ШВСМ КДЮСШ «Лідер». Навчався на факультеті транспортних технологій Приазовського державного технічного університету.
На чемпіонаті України з боксу 2016 року у Харкові дістався фіналу змагань у першій найлегшій вазі, де поступився львів'янину Назару Куротчину.
На чемпіонаті України з боксу 2017 року у Львові дістався півфіналу змагань у легшій вазі, здобувши бронзову нагороду.
На молодіжному чемпіонаті Європи з боксу 2017 року в Браїлі (Румунія) дістався півфіналу змагань, виборовши бронзову медаль.
На чемпіонаті України з боксу 2018 року у Харкові дістався фіналу змагань у найлегшій вазі, де поступився запоріжанину Дмитру Замотаєву. Того ж року на чемпіонаті України з боксу серед чоловіків до 22 років у Маріуполі став переможцем, перемігши у фіналі змагань представника Івано-Франківщини Едуарда Трофименка.
На чемпіонаті Європи з боксу 2019 року серед чоловіків та жінок до 22 років у Владикавказі (Росія) дістався півфіналу змагань, де поступився майбутньому чемпіону Європи Даніелю Асенову (Болгарія).
На чемпіонаті України з боксу 2019 року у Маріуполі дістався фіналу змагань у найлегшій вазі, де вдруге поступився Дмитру Замотаєву.
На чемпіонаті України з боксу 2021 року в Одесі дістався фіналу змагань у ваговій категорії до 54 кг, де поступився миколаївцю Ельміру Набієву.